# Hầm rượu

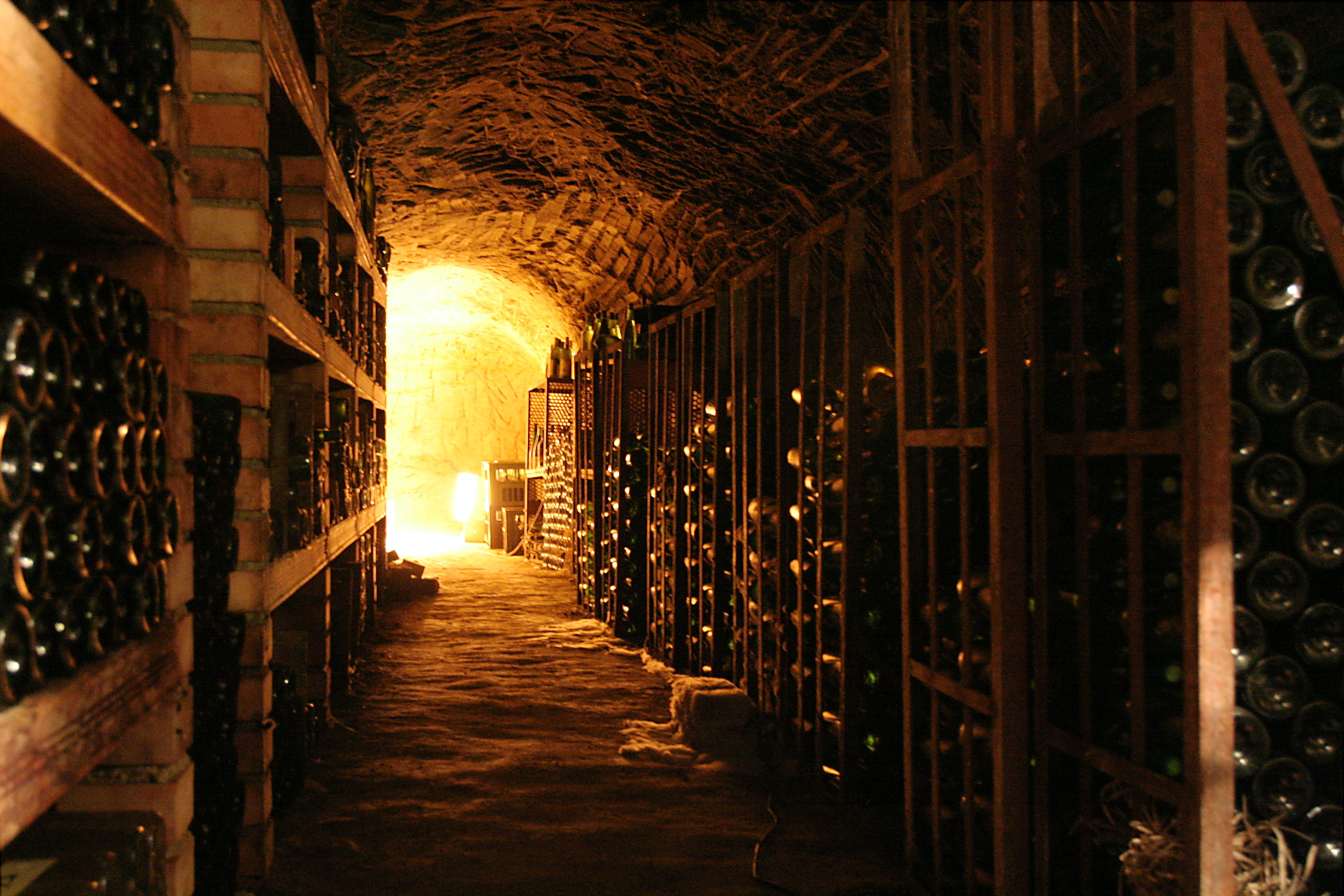
Hầm rượu vang ở Chvalovice, Séc

Hầm rượu vang là một căn phòng để cất trữ rượu vang, thường là trong chai hoặc thùng. Một số hầm rượu vang cũng cất trữ rượu vang trong bình thủy tinh lớn, bình amphorae hoặc thùng nhựa. Hầm rượu vang có thể được chia thành hai loại chính: hầm rượu vang hoạt động và hầm rượu vang thụ động.
Hầm rượu vang hoạt động có hệ thống kiểm soát khí hậu để duy trì nhiệt độ và độ ẩm thích hợp cho việc bảo quản rượu vang. Ngược lại, hầm rượu vang thụ động không có hệ thống kiểm soát khí hậu và thường được xây dựng dưới lòng đất để giảm sự thay đổi nhiệt độ.
Hầm rượu vang trên mặt đất thường được gọi là phòng rượu, trong khi hầm rượu vang nhỏ (dưới 500 chai) đôi khi được gọi là tủ rượu. Hầm rượu vang đã có từ hơn 3.700 năm trước.